# هاتف محمول

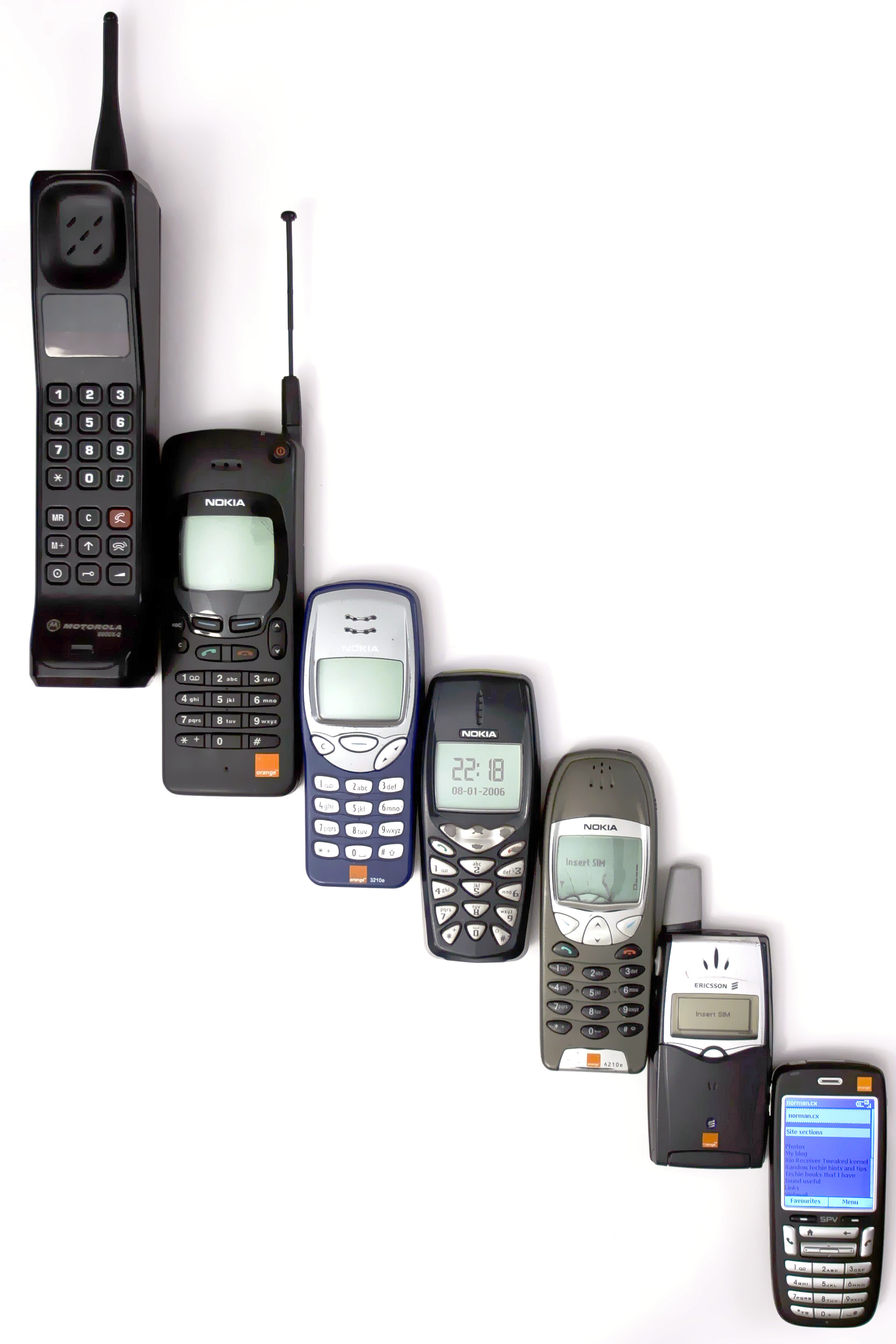
الهواتف المحمولة من الأقدم 1973م إلى أحدث هاتف سنة 2006م

شرح :
1 السماعة
2 تحويل الصوت من رقمي - تناظري
3 خزن وفك ضغط البيانات
4 بطاقة سيم للتعريف بالزبون
5 مِصدح أو المسمى بالميكروفون
6 تحويل الصوت من تناظري إلى رقمي
7 ضغط البيانات وتخزينها
8 مركز العمليات
9 إرسال-استقبال

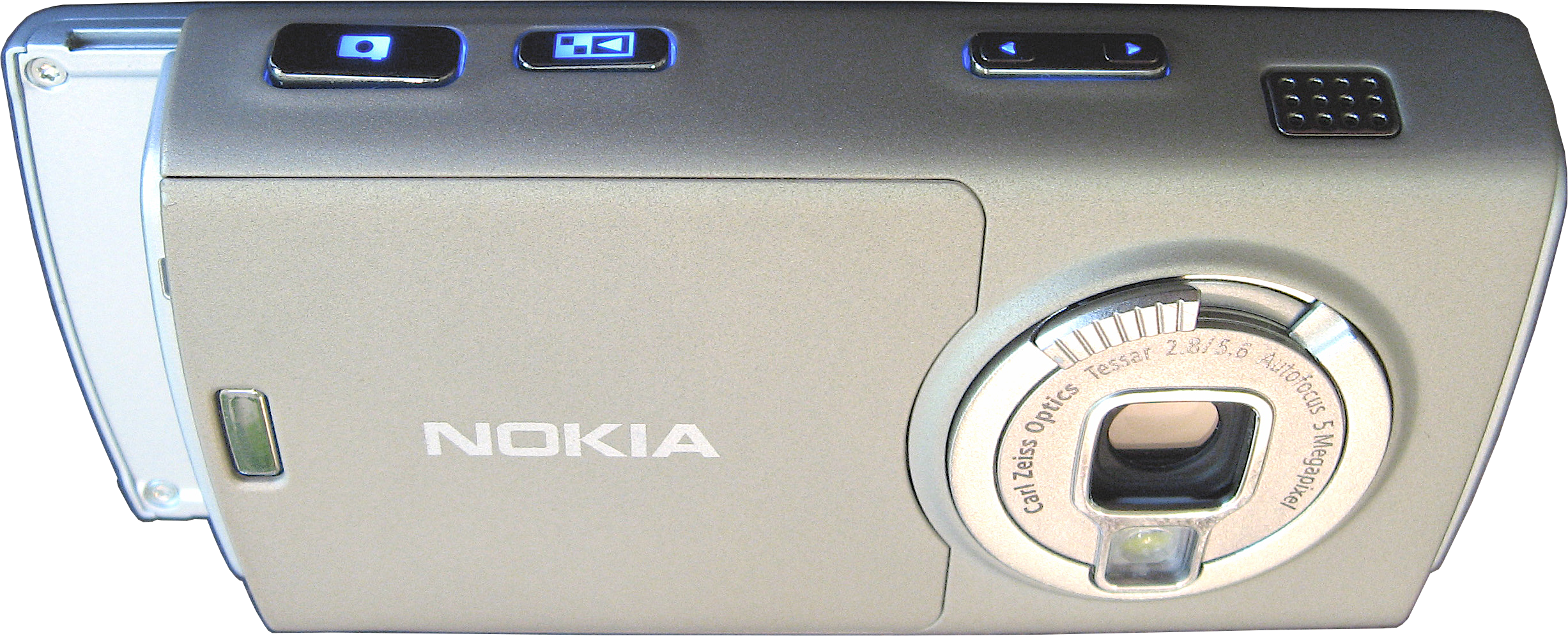
هاتف نوكيا مزود بكاميرا لألتقاط الصور

الهاتف المحمول أو النقال أو الخلوي أو الجوال (بالإنجليزية: Mobile phone)‏ هو أداة اتصال لاسلكية تعمل خلال شبكة من أبراج البث موزعة لتغطي مساحة معينة، ثم تترابط عبر خطوط ثابتة أو أقمار صناعية. مع تطور هذه الأجهزة أصبحت أكثر من مجرد وسيلة اتصال صوتي فهي مثل الحاسوب المحمول، يسجل مثلا المواعيد واستقبال البريد الصوتي وتصفح الشبكة والتصوير - كما قد أصبحت الهواتف النقالة أحد وسائل الإعلان كذلك وبسبب تنافس مشغلي شبكات الاتصالات انخفضت تكلفة المكالمات وتبادل البيانات لتسع فئات أكثر من المجتمع، وتوسعت الهواتف النقالة في مناطق نائية. لذا فقد تزايد عدد مستخدمي هذه الأجهزة باستمرار ليحل محل أجهزة الاتصال الثابتة.
تعمل الهواتف المحمولة في أوروبا اليوم وفقًا لمعيار GSM. يستخدمون ترددات حوالي 900 ميغا هيرتز لشبكة D و 1800 ميغا هيرتز؛ لشبكة
(E).

## تاريـخ الهواتف النقالة
ويعود تاريخه إلى عام 1947 عندما بدأت شركة لوسنت تكنولوجيز التجارب في معملها ب«نيو جرزي» ولكنها لم تكن صاحبة أول خلوي محمول بل كان صاحب هذا الإنجاز هو الأمريكي مارتن كوبر الباحث في شركة موتورولا للاتصالات في شيكاغو حيث أجري أول مكالمة به في 3 أبريل عام 1973.

## مبدأ عمله
المبدأ الرئيسي في الهاتف النقال يعتمد على دائرة استقبال وإرسال عن طريق إشارات ذبذبة عبر محطات إرسال أرضية ومنها فضائية تماما مثل إشارات المذياع لكن الخلوي وشبكاته الأرضية يختلف عنهم وإشارات ذبذبية مثل رسم القلب تصاعدي وتنازلي وهي قوية جدا تصل إلى 20 MHz إرسالا واستقبالا في الثانية الواحدة أما عن طريقة الاتصال فتكون عن طريق دائرة متكاملة تكمن في المحمول الشخصي والسويتش الرئيسي الخاص بالشركة والخط (بطاقة السيم) وهي بطاقة صغيرة بها وحدة تخزين صغيرة جدا ودقيقة ووحدة معالجة تخزن بها بيانات المستخدم الذي يستخدمه للاتصال بالآخرين أما عن خواص المحمول فيتكون من دائرة استقبال وإرسال ووحدة معالجة مركزية وفرعية ورامة وفلاش لتخزين المعلومات ويمكن كتابة الرسائل القصيرة والاستمتاع بخواص المحمول وهي:
- الاتصال بالآخرين ورؤيتهم عن طريق الجيل الجديد من الأجهزة dct4 المزودة بكاميرات دقيقة.
- يمكن إرسال الرسائل القصيرة لأي مكان في العالم.
- التسلية بالألعاب وكذا ألعاب الجافا الحديثة.
- الاستماع إلى ملفات صوتية بامتدادات مختلفة (مثل ogg. wav. mp3) والاستماع إلى المذياع ومسجل صوت وغيرها من الألعاب المشتركة بين الأجهزة وعبر خطوط الشابكة.

وتجدر الإشارة بأن الهاتف النقال قد صدرت عنه عدة دراسات تؤكد أن التعرض بشكل كبير لذبذبات البث أو وضع الهاتف نفسه بجانب قلب الإنسان مثلا قد يضر بصحته وأحيانا يؤدى إلى حدوث أعطال بأجهزة تنظيم ضربات القلب.
ولقد تطور الهاتف الجوال جدا لدرجة وجود جوالات الآن على شكل ساعة يد كما كان في أفلام الخيال العلمي قديما وتحتوي علي كافة امكانيات الهواتف المحمولة الذكية مثل خدمة الإنترنت وخدمة تحديد المكان بالاقمار الصناعية وجميع الخدمات الأخرى.

## إيجابيات وسلبيات استخدام أجهزة النقال
بعد سنوات من استخدام الهاتف المحمول، ظهرت مزايا وعيوب استخدام الهاتف المحمول.

### الإيجابيات
- الاتصال مع أي شخص تعرف رقم هاتفه النقال أو يمكنه الاتصال بك. سواء دخل بلدك أو خارجه، عبر محادثة صوتية، أو بصورة مباشرة، أو الرسائل النصية، أو إرسال الوسائط المتعددة لإرسال الصور والحصول على معلومات مثل الأخبار، وتوقيت الرحلات والكثير من المزايا.
- معظم مقدمي خدمات الهاتف المحمول ينحصر في استعمال شبكة الإنترنت والبريد الإلكتروني.

### السلبيات
- انشغال الكثير من مستعمليه عن العمل والدراسة في اللعب والتصفح لمواقع الإنترنت.
- تعرض الجسم لمخاطر صحية ومنها في مجال الأشعة، ويجب عدم التساهل أو التقليل من المخاطر الناجمة عن الإشعاعات الصادرة عن الهواتف المحمولة. فقد توصلت دراسة إلى نتائج سلبية لمستخدمي الهواتف المحمولة، إذ اكتشفت أضرار يسببها الهاتف عبر التعرف على التغيرات البيولوجية التي تحدثها موجاته في أداء خلايا الجسم. وقال خبير في الأشعة إن الموجات الصادرة عن المحمول تؤثر بشكل أو بآخر على نظام البروتين (فامنتين) الموجود في خلايا جسم الإنسان مما يعرض هذه الخلايا لتغيير طريقة عملها وفاعليتها. وأضاف أن موجات الهاتف المحمول يمكن أن تغير من وظيفة الخلايا، وهو ما يؤدي إلى تعطيل أو إحداث توترات كيميائية في هيكل الخلية مما يساهم في احتمال الإصابة بأورام سرطانية خاصة في منطقة الدماغ. وأن الإشعاعات الصادرة من الأجهزة الخلوية تؤثر بشكل مباشر على بروتين أكتين" وهو أحد الأجزاء الرئيسية للخلية وهيكلها. وأشارت دراسة أمريكية جديدة من جامعة واشنطن حذر فيها الخبراء من خطورة استخدام الأطفال للهاتف الجوال. وأوصوا بعدم ترك الجوال في أيدي الأطفال صغار السن كأداة للعب لأن خلايا المخ في هذا السن تنمو بسرعة، ويؤدي تعرضها للموجات الكهرومغناطيسية إلى مخاطر صحية. وأوضحوا أن الأطفال أكثر الفئات السنية التي تتأثر بسبب التعرض لموجات كهرومغناطيسية وخصوصاً في منطقة الرأس، مؤكدين على أن الموجات الكهرومغناطيسية قد يكون لها آثار سلبية على الطفل والجنين، كما أكدوا على عدم تعرض الأمهات الحوامل بشكل مكثف لموجات الهاتف النقال حتى يثبت أن استعمالهُ آمن.

من الآثار السلبية أيضاً
في ظل تطور التكنولوجيا السريع وتواجد الهواتف المحمولة في كل جانب من حياتنا، أصبح الانترنت ووسائل التواصل الاجتماعي على مسافة بضغطة واحدة على هذه الأجهزة. نحن نعيش في عصر الاتصال الفوري، حيث لدينا القدرة على الوصول إلى معلومات لا نهاية لها والتواصل مع الأشخاص في جميع أنحاء العالم. ومع ذلك، قد يكون هناك تأثير سلبي على الاستخدام المفرط للهاتف المحمول على صحتنا العقلية والاجتماعية، وهذا ما سنتناوله في هذا المقال.
الجسم الرئيسي:
1.الإدمان على الهاتف المحمول: يمكن أن ينشأ الإدمان عند استخدام الهاتف المحمول بشكل مفرط. يعاني العديد من الأشخاص من التحول إلى المتصفحين المستمرين، وتحديث وسائل التواصل الاجتماعي بشكل متكرر، والتأخر في التسلق إلى السرير وعدم القدرة على فصل الهاتف. يؤثر الإدمان على الهاتف المحمول على الانتباه والتركيز والإنتاجية وقد يؤدي إلى مشاكل في النوم والقلق.
2.العزلة الاجتماعية: يمكن أن يؤدي استخدام الهاتف المحمول المفرط إلى العزلة الاجتماعية. ينخفض التواصل الشخصي والتفاعل الحقيقي مع الأصدقاء والعائلة عندما تصبح الأجهزة وسيلتنا الرئيسية للتواصل. يمكن أن يكون لهذا تأثير سلبي على الصحة العقلية والعلاقات الاجتماعية، حيث يصبح الشخص يشعر بالوحدة وفقدان الاتصال الاجتماعي الحقيقي.
3.تأثيرات الصحة العقلية: استخدام الهاتف المحمول المفرط قد يسبب اضطراب القلق والاكتئاب. تتسبب وسائل التواصل الاجتماعي والمعلومات السلبية عبر الإنترنت في زيادة المشاعر السلبية وانخفاض التقدير الذاتي لدى الأفراد. بالإضافة إلى ذلك، يمكن للاستخدام المفرط للهاتف المحمول أن يؤدي إلى تقليل مستويات التركيز والذاكرة.
الاستنتاج: استخدام الهاتف المحمول بشكل مفرط يمكن أن يتسبب في آثار سلبية واضحة على الصحة العقلية والاجتماعية. يجب على الأفراد أن يتعلموا كيفية استخدام الهواتف المحمولة بشكل صحيح ومتوازن، وتحديد حدود الوقت للتواصل الافتراضي والحرص على الاستمتاع بالوقت الحقيقي مع الأشخاص الذين يهتمون بهم. يجب أن يكون الهاتف المحمول أداة للتواصل والاستفادة، وليس عقبة تعيق صحتنا وعلاقاتنا

## هل يجب فعلاً إيقاف تشغيل الهاتف المحمول على متن الطائرة؟
يقال للركاب عادة أن الهاتف المحمول وغيره من الأجهزة الإلكترونية الشخصية المحمولة تؤدي إلى تشويش على الأجهزة والأنظمة الإلكترونية الحساسة على متن الطائرة، مما يُسبب خطرًا على سلامة رحلة الطيران. وقد أكدت دراسة أصدرت قرارها في 31 تشرين الأول سنة 2013، أنه يمكن للخطوط الجوية أن تسمح لركابها باستخدام الأدوات الإلكترونية المحمولة أثناء جميع مراحل الطيران ولكن مع بعض القيود.

## قائمة الدول حسب عدد الهواتف المحمولة
| المرتبة | ! البلد          | !           |               |        |             |
| ------- | ---------------- | ----------- | ------------- | ------ | ----------- |
| 1       | الصين            | 679,000,000 | 1,323,758,000 | 51.1   | ديسمبر 2008 |
| 2       | الهند            | 403,663,316 | 1,163,600,000 | 34.69  | أبريل 2009  |
| 3       | الولايات المتحدة | 271,000,000 | 306,694,000   | 88.04  | ديسمبر 2008 |
| 4       | روسيا            | 190,000,000 | 141,812,991   | 134    | فبراير 2009 |
| 5       | البرازيل         | 153,700,000 | 191,279,416   | 80.35  | مارس 2009   |
| 6       | إندونيسيا        | 140,200,000 | 231,627,000   | 60.53  | ديسمبر 2008 |
| 7       | اليابان          | 107,490,000 | 127,790,000   | 84.11  | مارس 2009   |
| 8       | ألمانيا          | 107,000,000 | 82,210,000    | 130.15 | 2009        |
| 9       | باكستان          | 91,978,760  | 166,613,500   | 55.20  | أبريل 2009  |
| 10      | إيطاليا          | 88,580,000  | 60,090,400    | 147.41 | ديسمبر 2008 |